# 1996 في البحرين
فيما يلي قوائم الأحداث التي وقعت خلال عام 1996 في البحرين.

## رياضة
- 1 يناير – البحرين في الألعاب الأولمبية الصيفية 1996
- 1 يناير – البحرين في الألعاب البارالمبية الصيفية 1996

## مواليد

### فبراير
- 1 فبراير – جاسم أحمد الشيخ لاعب كرة قدم بحريني.[1]

### سبتمبر
- 6 سبتمبر – خالد بابا سبّاح بحريني.

### أكتوبر
- 24 أكتوبر – فرحان فرحان سباح بحريني.

## وفيات

### يناير
- 1 يناير – عبد الرحمن المعاودة (مواليد 1911) شاعر.